# Król

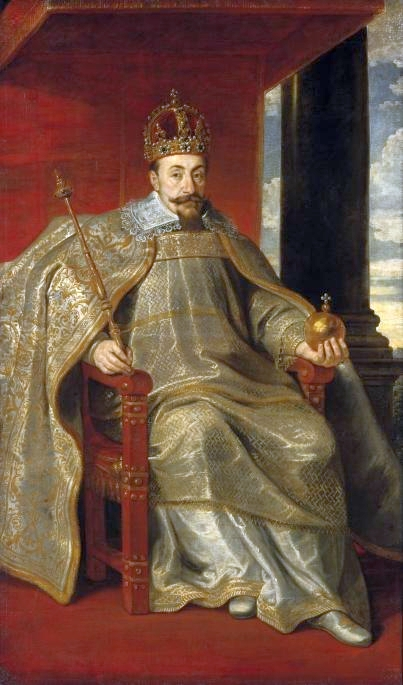
Król Zygmunt III Waza

Król (łac. rex) – tytuł osoby sprawującej najwyższą władzę w państwie o ustroju monarchicznym; władca przeważnie koronowany w specjalnym obrzędzie; najpowszechniej występujący tytuł monarszy. Słowo „król” w języku polskim i innych językach pochodzi od imienia Karola Wielkiego, np. czeski král, litewski karalius, rosyjski король.
Z czasem nadanie tytułu królewskiego chrześcijańskiemu władcy połączono z namaszczeniem przez papieża lub arcybiskupa. Insygnia królewskie to korona, berło, jabłko królewskie. Obecnie królowie państw europejskich pełnią zwykle funkcje reprezentacyjne i są jedynie symbolem wieloletnich tradycji państwowych, jak np. w Wielkiej Brytanii lub Szwecji. W niektórych państwach europejskich królowie ograniczają się do funkcji reprezentacyjnych, pomimo iż posiadają liczne prerogatywy, umożliwiające im sprawowanie realnej władzy nad państwem, jak np. w Danii. W krajach pozaeuropejskich król posiada znacznie większą władzę (np. Maroko, Jordania, Tajlandia). W niektórych państwach sprawuje władzę absolutną, np. w Arabii Saudyjskiej.
Pierwszym królem Polski był Bolesław I Chrobry ukoronowany w 1025 roku. W literaturze nie wyklucza się symbolicznego aktu włożenia korony na głowę Bolesława przez cesarza Ottona III w 1000 roku – jednak odrzuca się tradycję o koronacji Chrobrego dokonanej przez Ottona III. Ostatnim koronowanym władcą Polski był car Mikołaj I. Ostatnim tytularnym królem Polski był Mikołaj II. 
Tytułu króla używano też w odniesieniu do niektórych kapłanów (Rex Nemorensis, rex sacrorum).

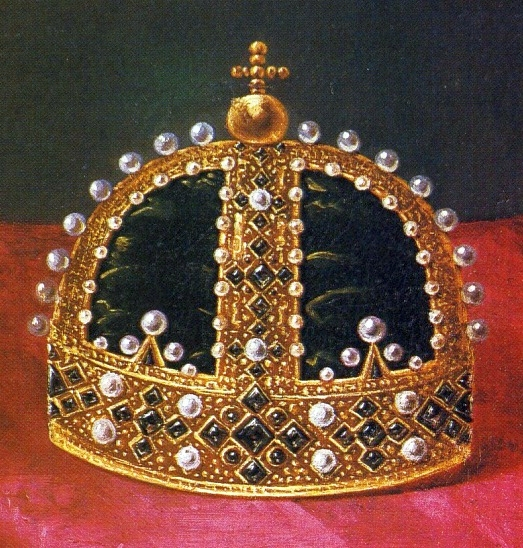
Korona Władysława IV - króla Rzeczypospolitej Obojga Narodów – symbol władzy